# 백호

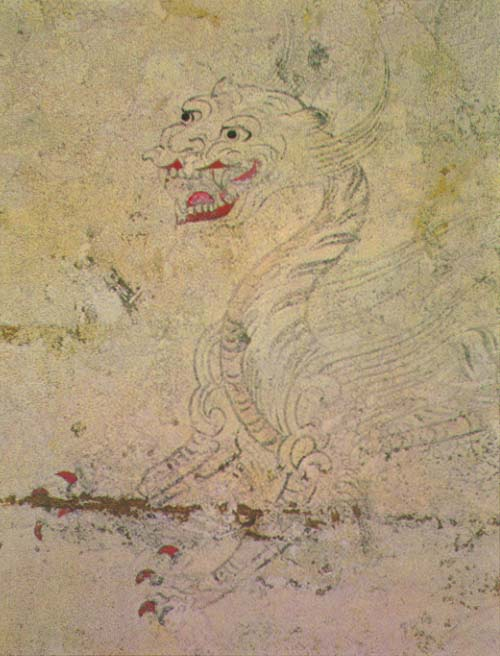
백호의 모습.

백호(白虎, 영어: White Tiger)는 사신(四神) 중 하나로, 서쪽(西)을 관장하고 있다. 또한 벽화에 그려지는 백호는 일반적으로 용의 모습, 또는 흰호랑이의 머리에 용의 몸통으로 그려진다. 백호를 용처럼 생각한 상상력은 용이 하늘과 바다를 거침없이 다니고, 비나 구름을 자유자재로 운용하는 영험한 힘이 있다고 믿었기 때문이다. 백호를 용처럼 그린 현상은 고려시대에까지 이어진다. 조선 시대에는 실제 흰호랑이가 그려지기도 하였다.
오행 중에서는 쇠(金)를 상징하며, 계절 중에서는 가을을 관장한다. 동아시아의 별자리에서는 규·루·위·묘·필·자·삼수의 7개 별자리 영역이 이에 속한다. 그리고 미래를 봐서 세계를 지키고 바람을 가르는 빠른 속도로 달리다.
한국에서는 고구려와 고려 시대의 무덤 벽화에 다른 사신들과 같이 그려져 있다. 또한 조선 경복궁의 서쪽 문인 영추문에도 백호가 새겨져 있다.

## 고분 벽화
집안과 평양의 무덤에서 백호의 그림을 찾아볼 수 있다. 백호의 방향이나 형태는 그림마다 약간씩 차이가 있다.
- 집안: 춤무덤(무용총), 환문총(고리무늬무덤), 삼실총, 장천1호분, 통구사신총, 오회분5호묘, 오회분4호묘
- 평양: 요동성총, 약수리벽화분, 대안리1호분, 쌍영총, 노산동1호분, 우산리3호분, 수렵총, 고산리1호분, 보산리벽화분, 덕화리1호분, 덕화리2호분, 우산리1호분, 개마총, 호남리사신총, 진파리4호분, 진파리1호분, 강서대묘, 강서중묘

## 별자리
백호는 다음과 같은 서방의 7개 별자리군을 대표한다. 7개의 대표 별자리들은 전체가 백호의 모양을 이룬다.
총 56개의 별자리로 이루어져 있다
- 규수: 백호
- 루수: 백호의 새끼 1
- 위수: 백호의 새끼 2
- 묘수: 백호의 새끼 3
- 필수: 호랑이
- 자수: 기린 머리
- 삼수: 기린 몸

## 대중 문화 속의 백호
- 꾸러기 수비대 - 사천왕 1호
- 디지몬 테이머즈 - 백호몬
- 유유백서 - 백호
- 탑블레이드 - 레이(드래이거)
- 2018 평창 동계 올림픽 - 수호랑
- 둥굴레차! - 백건
- 둥굴레차! - 백훈

## 인물
- 슬램덩크 - 강백호
- 야구선수 - 강백호
- 가수 - 백호

## 같이 보기
- 청룡
- 주작
- 현무
- 동아시아의 별자리
- 기린

## 참고 문헌
- 이순지, 《천문류초》, 규장각, 조선초
- 전호태, 《고구려 고분벽화 연구》, 사계절, 2000